# Francisca Okeke
Pour les articles homonymes, voir Okeke.
Francisca Nneka Okeke est une physicienne nigériane spécialiste de la haute atmosphère. Elle est professeur de physique à l'université du Nigeria à Nsukka.
Elle encourage les filles et les femmes à participer à la science et à la technologie. Fransicsa Okeke a été le doyen de la faculté des sciences physiques de l'Université du Nigéria, Nsukka de 2008 à 2010.
En 2011, elle a été élue membre de l'Académie nigériane des sciences.

## Biographie

### Carrière
Fransicsa Okeke est  le doyen de la faculté des sciences physiques de l'Université du Nigéria, Nsukka de 2008 à 2010. Elle encourage les filles et les femmes à participer à la science et à la technologie.
En 2011, elle a été élue membre de l'Académie nigériane des sciences.

#### Recherches scientifiques
Francisca  Nneka Okeke a consacré une grande partie de sa carrière à l'étude de l'ionosphère et du «phénomène électrojet équatorial». Énergisé par le soleil, l'électrojet est une rivière de courant électrique qui traverse le globe vers l'est autour de l'équateur magnétique et fait varier le champ magnétique à l'équateur de presque cinq fois plus que partout ailleurs sur la planète. (l'équateur magnétique diffère de l'équateur de quelques degrés, car le pôle nord magnétique de la Terre est différent de ce que nous considérons généralement comme le pôle nord.)
La recherche d'Okeke sur la façon dont l'activité solaire dans l'ionosphère affecte le champ magnétique terrestre pourrait conduire à une meilleure compréhension du changement climatique et aider à identifier les sources de phénomènes dramatiques comme les tsunamis et les tremblements de terre .

#### Récompenses et distinctions
Francisca Okeke est  nommée lauréate du Prix L'Oréal-UNESCO pour les femmes et la science pour l'Afrique en 2013  pour ses contributions significatives à la compréhension des variations quotidiennes des courants ioniques dans la haute atmosphère,.
Elle est citée comme l'une des 100 Africains les plus influents par le magazine New African en 2013.